# Amasa Coleman Lee
Amasa Coleman Lee (* 19. Juli 1880 in Georgiana, Butler County, Alabama; † 15. April 1962 in Monroeville, Alabama) war ein US-amerikanischer Rechtsanwalt und Politiker.

## Leben
Obwohl Lee nur wenige Jahre formaler Bildung genoss und kein College besuchte, bestand er die Lehrerprüfung und zog anschließend in das Monroe County, um dort zu unterrichten. Am 22. Juni 1910 heiratete er Frances Cunningham Finch (1888–1951), die Tochter eines örtlichen Postmeisters im Monroe County, der nach einem Vorfahren benannten nicht rechtsfähigen Gemeinde Finchburg.
Neben seiner Lehrtätigkeit arbeitete er als Sachbearbeiter und Buchhalter im Sägewerk Flat Creek in Finchburg. 1912 zogen die Lees nach Monroeville, die Kreisstadt, die in den 1930er Jahren etwa 1300 Einwohner hatte. Er leitete eine kleine Holzfällerbahnlinie im nahe gelegenen Manistee, die Manistee & Repton Railway. Außerdem war er für eine Anwaltskanzlei namens Barnett & Bugg tätig.
1915 bestand Lee die Anwaltsprüfung in Alabama und begann, hauptsächlich im Monroe County, als Anwalt zu praktizieren. Er wurde Partner seiner Kanzlei, die in Barnett, Bugg & Lee umbenannt wurde. 1929 kaufte er das Monroe Journal, das er bis 1947 besaß und herausgab.
Von 1927 bis 1939 war Lee Abgeordneter der Demokratischen Partei im Repräsentantenhaus von Alabama.

## Familie
Amasa Coleman Lee war der Vater der Schriftstellerin Harper Lee (1926–2016) und diente als Vorbild ihres Romanhelden Atticus Finch in dem Weltbestseller Wer die Nachtigall stört.
Daneben hatte er mit seiner Frau drei weitere Kinder, zwei Töchter und einen Sohn:
- Alice Finch Lee (* 11. September 1911 in Monroeville; † 17. November 2014 ebenda),
- Louise Lee Conner geb. Lee (* 2. Juli 1916 in Monroeville; † 13. Oktober 2009 in Gainesville, Florida),
- Edwin Coleman Lee (* 13. Oktober 1920; † 12. Juli 1951).